# Bitva u Svensksundu (1790)
Druhá bitva u Svensksundu (finsky Ruotsinsalmi) byla námořní bitva mezi Ruskem a Švédskem v Finském zálivu v Baltském moři, blízko města Kotka a odehrála se 9–10. července 1790. Byla součástí Rusko-švédské války (1788–1790). Švédské loďstvo ve střetu drtivě porazilo ruské pobřežní loďstvo. Svým rozsahem (cca 500 lodí a asi 30 000 mužů) šlo o největší námořní bitvu na Baltu v dějinách. Výsledkem byl mír v Värälä ze 14. srpna 1790. Nikdo sice nezískal žádné území, Švédsko se ale částečně vymanilo z ruského vlivu, zatímco Rusové začali se stavbou mohutných opevnění na ruské straně řeky Kymi – ostrovní pevnost Slava a na zemi pevnost Kyminlinna. Okolo opevnění nakonec vzniklo město Kotka. Byla to poslední velká bitva, ve které se utkaly galéry.